# Byttneria lobata
Byttneria lobata är en malvaväxtart som beskrevs av Henri Ernest Baillon. Byttneria lobata ingår i släktet Byttneria och familjen malvaväxter. Inga underarter finns listade i Catalogue of Life.